# Hak Yolu
Hak Yolu (in persiano Mive-ye gonah‎) è un film del 1970 diretto da Mahmoud Koushan.